# Bianca Winkelmann

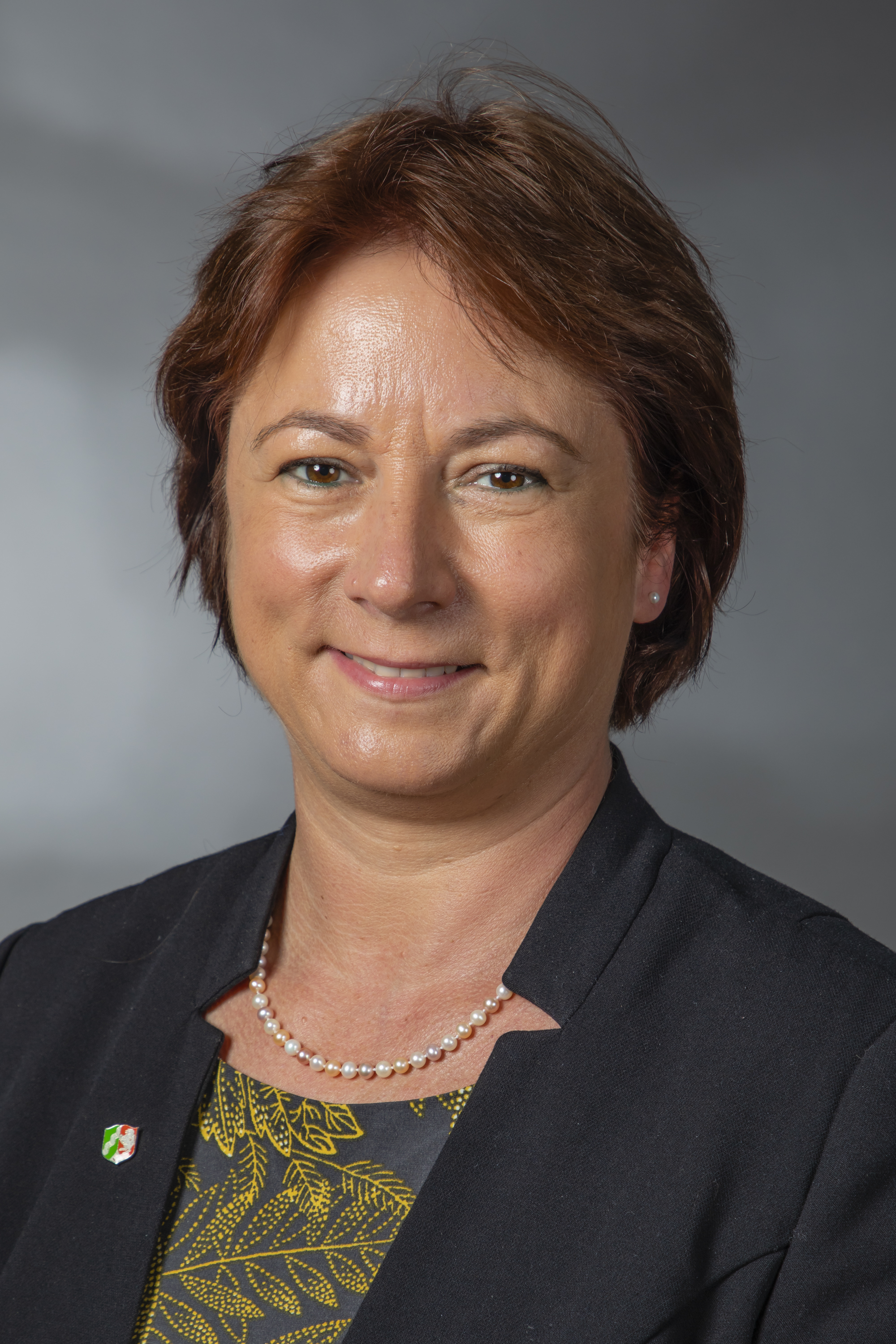
Bianca Winkelmann (2019)

Bianca Winkelmann (* 28. Juli 1967 in Rahden) ist eine deutsche Politikerin der CDU und direkt gewählte Landtagsabgeordnete für den Wahlkreis Minden-Lübbecke I in Nordrhein-Westfalen. Im Landtag ist sie stellvertretende Vorsitzende der CDU-Landtagsfraktion.

## Ausbildung und Beruf
Winkelmann legte 1984 die Mittlere Reife an der Freiherr-vom-Stein-Realschule in der ostwestfälischen Stadt Rahden ab. Anschließend begann sie eine Ausbildung zur Einzelhandelskauffrau, die sie erfolgreich abschloss. Seit 1995 ist sie selbständige landwirtschaftliche Unternehmerin.

## Politik und Partei
Winkelmann trat 2004 der CDU bei und wurde noch im selben Jahr direkt in den Rat der Stadt Rahden gewählt. Seit 2011 ist sie Vorsitzende des CDU-Stadtverbandes und war von 2014 bis 2017 zusätzlich Vorsitzende der Rahdener CDU-Ratsfraktion. In ihrer ersten Legislaturperiode im Landtag wirkte sie als Sprecherin für Umwelt, Landwirtschaft, Natur und Verbraucherschutz der CDU-Landtagsfraktion, ehe sie im Juni 2022 zur Stellvertreterin des CDU-Fraktionsvorsitzenden Thorsten Schick gewählt wurde. Seit dem 23. Oktober 2021 ist Bianca Winkelmann zusätzlich Mitglied im Landesvorstand der CDU Nordrhein-Westfalen. Auf kommunaler Ebene ist sie seit 2014 Ortsvorsteherin von Preußisch Ströhen.

## Landtagswahlen
Winkelmann gewann den Wahlkreis Minden-Lübbecke I bei der Landtagswahl in Nordrhein-Westfalen 2017 mit 43,51 % der Stimmen gegen den bisherigen Inhaber des Direktmandats, Ernst-Wilhelm Rahe von der SPD. Bei der Landtagswahl 2022 war Bianca Winkelmann Spitzenkandidatin der CDU in Ostwestfalen-Lippe und wurde in ihrem Wahlkreis mit 41,2 % der Erststimmen erneut direkt in den Landtag gewählt.